# Biathlon ai XXIV Giochi olimpici invernali - Staffetta 4x6 km mista
La gara della staffetta 4x6 km mista di biathlon dei XXIV Giochi olimpici invernali di Pechino è stata disputata il 5 febbraio 2022, a partire dalle ore 17:00 (UTC+8), presso il National Biathlon Centre di Zhangjiakou. Vi hanno partecipato 20 squadre nazionali.
La competizione è stata vinta dalla squadra norvegese, mentre l'argento e il bronzo sono andati rispettivamente alla squadra francese e a quella del ROC.

## Risultati
| Pos.    | Nº | Nazione                                                                      | Tempo                                     | Errori (P+S)                              | Distacco |
| ------- | -- | ---------------------------------------------------------------------------- | ----------------------------------------- | ----------------------------------------- | -------- |
| Oro     | 1  | Norvegia Marte Olsbu Røiseland Tiril Eckhoff Tarjei Bø Johannes Thingnes Bø  | 1h06'45"6 17'18"6 19'12"6 15'31"1 14'43"3 | 16 (3+13) 1 (0+1) 9 (3+6) 3 (0+3)         | -        |
| Argento | 3  | Francia Anaïs Chevalier Julia Simon Émilien Jacquelin Quentin Fillon Maillet | 1h06'46"5 18'43"7 17'17"7 15'56"3 14'48"8 | 14 (3+11) 6 (1+5) 2 (0+2) 5 (2+3) 1 (0+1) | +0"9     |
| Bronzo  | 5  | ROC Ul'jana Kajševa Kristina Rezcova Aleksandr Loginov Ėduard Latypov        | 1h06'47"1 18'16"0 18'46"1 14'38"3 15'06"7 | 14 (1+13) 5 (0+5) 5 (1+4) 2 (0+2)         | +1"5     |
| 4       | 4  | Svezia Hanna Öberg Elvira Öberg Martin Ponsiluoma Sebastian Samuelsson       | 1h07'26"6 18'02"6 18'13"8 15'41"1 15'29"1 | 13 (0+13) 3 (0+3) 5 (0+5) 3 (0+3) 2 (0+2) | +41"0    |
| 5       | 6  | Germania Vanessa Voigt Denise Herrmann Benedikt Doll Philipp Nawrath         | 1h07'51"1 19'37"1 18'00"0 15'23"0 14'51"0 | 20 (2+18) 8 (2+6) 6 (0+6) 4 (0+4) 2 (0+2) | +1'05"5  |
| 6       | 2  | Bielorussia Dzinara Alimbekava Hanna Sola Mikita Labastau Anton Smol'ski     | 1h08'00"2 17'49"8 19'05"0 15'32"8 15'32"6 | 16 (2+14) 2 (0+2) 8 (2+6) 2 (0+2) 4 (0+4) | +1'14"6  |
| 7       | 19 | Stati Uniti Susan Dunklee Clare Egan Sean Doherty Paul Schommer              | 1h08'58"3 18'52"3 17'38"8 15'27"8 16'59"4 | 13 (1+12) 5 (0+5) 1 (0+1) 6 (1+5)         | +2'12"7  |
| 8       | 14 | Svizzera Amy Baserga Lena Häcki Benjamin Weger Sebastian Stalder             | 1h09'06"0 18'39"9 18'44"0 15'23"8 16'18"3 | 13 (2+11) 5 (1+4) 1 (0+1) 2 (0+2)         | +2'20"4  |
| 9       | 7  | Italia Lisa Vittozzi Dorothea Wierer Thomas Bormolini Lukas Hofer            | 1h09'25"3 17'35"3 18'30"2 16'23"0 16'56"8 | 16 (2+14) 1 (0+1) 4 (0+4) 4 (1+3) 7 (1+6) | +2'39"7  |
| 10      | 11 | Austria Julia Schwaiger Lisa Hauser Simon Eder Felix Leitner                 | 1h09'44"2 19'25"7 18'41"6 15'49"8 15'47"1 | 15 (2+13) 6 (1+5) 4 (1+3) 4 (0+4) 1 (0+1) | +2'58"6  |
| 11      | 8  | Finlandia Suvi Minkkinen Mari Laukkanen Tero Seppälä Olli Hiidensalo         | 1h10'06"7 19'24"1 18'14"2 15'12"5 17'15"9 | 13 (1+12) 0 (0+0) 5 (0+5) 1 (0+1) 7 (1+6) | +3'21"1  |
| 12      | 9  | Rep. Ceca Jessica Jislová Markéta Davidová Mikuláš Karlík Michal Krčmář      | 1h10'20"2 18'40"2 18'44"1 17'11"7 15'44"2 | 20 (3+17) 5 (0+5) 3 (0+3) 9 (3+6) 3 (0+3) | +3'34"6  |
| 13      | 10 | Ucraina Valentyna Semerenko Julija Džyma Artem Pryma Dmytro Pidručnyj        | 1h10'20"2 20'46"4 17'50"2 15'45"1 16'00"0 | 19 (4+15) 9 (3+6) 2 (0+2) 4 (0+4) 4 (1+3) | +3'36"1  |
| 14      | 18 | Canada Sarah Beaudry Emma Lunder Christian Gow Scott Gow                     | 1h10'21"7 19'48"9 18'48"1 16'30"5 16'04"9 | 20 (3+17) 4 (0+4) 8 (2+6) 4 (1+3)         | +4'26"8  |
| 15      | 12 | Cina Meng Fanqi Chu Yuanmeng Yan Xingyuan Cheng Fangming                     | 1h11'28"1 19'15"9 19'46"1 16'20"4 16'05"7 | 12 (0+12) 3 (0+3) 5 (0+5) 2 (0+2)         | +4'42"5  |
| 16      | 13 | Estonia Regina Oja Tuuli Tomingas Rene Zahkna Kristo Siimer                  | 1h11'56"5 18'50"6 19'19"0 16'13"1 17'33"8 | 15 (1+14) 4 (0+4) 4 (1+3) 2 (0+2) 5 (0+5) | +5'10"9  |
| 17      | 15 | Slovacchia Ivona Fialková Paulína Fialková Michal Šíma Tomáš Sklenárik       | LAP 19'59"3 19'45"2 LAP -                 | 22 (9+13) 9 (3+6) 5 (1+4) 8 (5+3) -       | -        |
| 18      | 20 | Giappone Fuyuko Tachizaki Sari Maeda Tsukasa Kobonoki Kosuke Ozaki           | LAP 19'53"9 LAP -                         | 14 (3+11) 6 (0+6) 8 (3+5) -               | -        |
| 19      | 17 | Bulgaria Milena Todorova Maria Zdravkova Vladimir Iliev Dimitar Gerdzhikov   | LAP 19'38"6 LAP -                         | 12 (3+9) 6 (1+5) 6 (2+4) -                | -        |
| 20      | 16 | Slovenia Polona Klemenčič Živa Klemenčič Jakov Fak Miha Dovžan               | LAP 19'15"0 LAP -                         | 14 (4+10) 4 (0+4) 10 (4+6) -              | -        |